# Tjeggelvas
Tjeggelvas este o arie protejată (arie specială de conservare — SAC, sit de importanță comunitară — SCI) din Suedia întinsă pe o suprafață de 32.810,2 ha, integral pe uscat.

## Localizare
Centrul sitului Tjeggelvas este situat la coordonatele 66°32′33″N 17°46′56″E / 66.5424°N 17.7822°E.

## Înființare
Situl Tjeggelvas a fost declarat sit de importanță comunitară în decembrie 1995 pentru a proteja 1 specie de plante și 3 specii de animale. Situl a fost protejat și ca arie specială de conservare în decembrie 2009.

## Biodiversitate
Situată în ecoregiunile alpină și boreală, aria protejată conține 18 habitate naturale: Turbării Aapa, Fânețe montane, Râuri naturale fino-scandinave, Râuri de munte și vegetația erbacee de pe malurile acestora, Lacuri și iazuri distrofice naturale, Păduri nordice subalpine/subarctice cu Betula pubescens ssp. czerepanovii, Cursuri de apă de la nivel de câmpie la nivel montan, cu vegetație Ranunculion fluitantis și Callitricho-Batrachion, Mlaștini turboase de tranziție și turbării mișcătoare, Roci stâncoase cu vegetație pionieră de Sedo-Scleranthion sau Sedo albi-Veronicion dillenii, Pante stâncoase silicioase cu vegetație casmofită, Taiga vestică, Mlaștini împădurite, Grohotișuri silicioase de la nivelul montan până la nivelul zăpezii (Androsacetalia alpinae și Galeopsietalia ladani), Păduri caducifoliate de mlaștină fino-scandinave, Tufărișuri subarctice cu Salix spp., Pajiști alpine și boreale, Păduri fino-scandinave bogate în ierburi cu Picea abies, Ape stătătoare oligotrofe până la mezotrofe, cu vegetație de Littorelletea uniflorae și/sau de Isoëto-Nanojuncetea.
La baza desemnării sitului se află mai multe specii protejate:
- plante (1): Ranunculus lapponicus
- mamifere (3): gluton (Gulo gulo), vidră de râu (Lutra lutra), râs eurasiatic (Lynx lynx)